# Misrachi-Haus

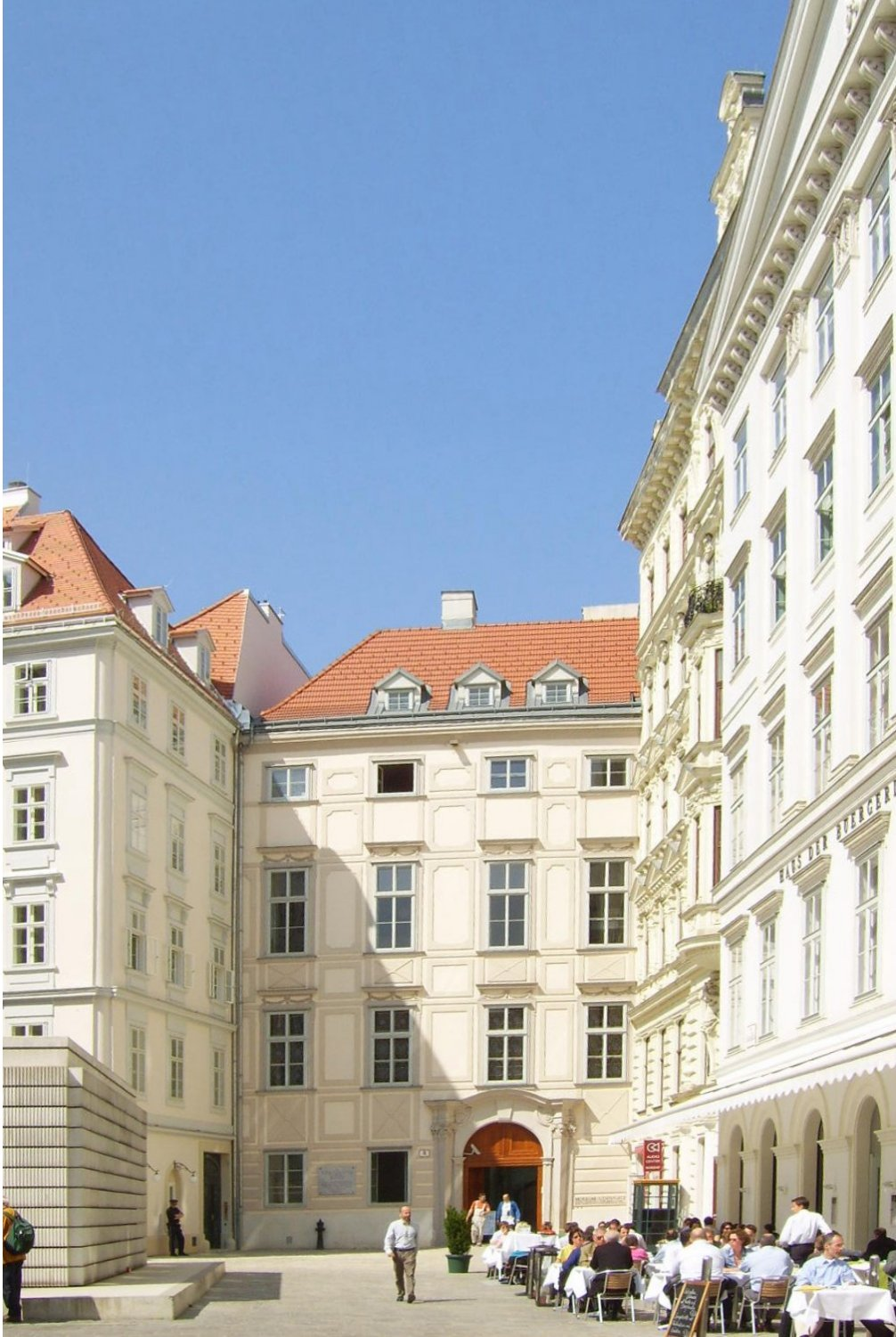
Misrachi-Haus 2007

Das Misrachi-Haus (Innere Stadt, 1. Bezirk, Judenplatz Nr. 8) ist Teil eines Ensembles zum Gedenken an die Geschichte der Juden in Wien. Hinter seiner barocken Fassade verbirgt sich ein im Laufe des 12. Jahrhunderts erbautes Haus der mittelalterlichen Judenstadt. Die Geschichte des Hauses steht stellvertretend für die Geschichte des Viertels von der Ansiedlung und Vertreibung der Juden im Mittelalter über Jahrhunderte der bürgerlichen und adligen Nutzung bis hin zum Leben der jüdischen Gemeinde in Wien seit dem 19. Jahrhundert.
Heute beherbergt das Misrachi-Haus eine Zweigstelle des Jüdischen Museums sowie das Jugendzentrum und die Synagoge der Misrachi-Gemeinde.

## Mittelalter

1909 erstellter Plan des Wiener Judenviertels in der Inneren Stadt zur Zeit der Aufhebung im Jahre 1421. Die mit 343 gekennzeichnete Liegenschaft ist das Grundstück des heutigen Mirachi-Hauses. Bis 1436 waren die Flächen 343 und 349 noch eine nicht getrennte Parzelle. Die mittelalterliche Synagoge ist im Plan nicht eingezeichnet. Sie befand sich auf dem östlichen Teil des heutigen Judenplatzes (im Plan noch als Schulhof dargestellt).

Wien wurde Mitte des 12. Jahrhunderts zur Residenzstadt der Babenberger Herzöge, deren Burg unweit des Judenplatzes entstand. Dies löste einen Bauboom aus. Ab diesem Zeitpunkt wurde das noch nicht bebaute Land innerhalb und unmittelbar außerhalb der Stadtmauer nach und nach aufgeteilt und erschlossen.
Im Mittelalter bildete das heutige Haus Judenplatz Nr. 8 zusammen mit der östlichen Hälfte des heutigen Hauses Wipplingerstraße Nr. 15 eine Parzelle (siehe im Plan von 1909 die mit 343 und 349 gekennzeichneten Flächen). Der Zuschnitt dieser Parzelle geht auf die mittelalterliche Erschließung des Geländes zurück, wurde dabei aber durch die Überreste von Kasernenmauern aus der Römerzeit stark beeinflusst. Die mit 343/349 gekennzeichnete Parzelle wurde im Laufe des 12. Jahrhunderts bebaut. Nachdem die Synagoge in der Mitte des 13. Jahrhunderts errichtet wurde und von da an den neuen Mittelpunkt des Viertels darstellte, wurde der südliche Teil der Parzelle (also die Fläche 343) vermutlich massiv ausgebaut.
Urkundlich wurde das Gebäude auf der Parzelle erstmals 1294 erwähnt. Weitere urkundliche Erwähnungen stammen aus den Jahren 1379 und 1381. Die urkundlichen Nennungen belegen, dass die Liegenschaft in jüdischem Besitz war. Östlich von ihr lag das Spital der Judenstadt und, durch den Schulhof getrennt, die Synagoge. Der Schulhof umfasste den nordwestlichen Teil des heutigen Judenplatzes. Die Synagoge lag östlich davon auf der Fläche des heutigen Judenplatzes.
Während des Pogroms von 1421 (Wiener Gesera), bei dem die Wiener Juden vertrieben und ermordet wurden, wurden die Häuser des Judenviertels, darunter auch die Parzelle 343/349 mit ihren Gebäuden, von Herzog Albrecht V. eingezogen. 1424 verkauften der Bürgermeister und der Rat der Stadt Wien die Parzelle zusammen mit dem Spitalsgrundstück daneben für 500 Pfund Wiener Pfennig an einen Bürger der Stadt Wien. Der Südteil des Grundstücks (also die Fläche 343) wurde 1436 verkauft, womit die Parzelle des heutigen Misrachi-Hauses entstand.
Im Erd- und Obergeschoß des heutigen Gebäudes haben sich beträchtliche Teile des mittelalterlichen Mauerwerks aus dem 13. oder 14. Jahrhundert bis heute erhalten. Der Südtrakt des heutigen Gebäudes geht auf ein dreistöckiges Haus oder Hausteil zurück, das mit dem Giebel zum Schulhof ausgerichtet war. An den West-, Nord- und Ostgrenzen des Grundstücks konnten mittelalterliche Mauern bis zu 9 m über dem heutigen Hofniveau nachgewiesen werden.

## Renaissance und Frühe Neuzeit
1509 wurden der gotische Dachstuhl und die Holzbalkendecken anscheinend durch einen Brand zerstört. Von da an wurde das Haus in den Grundbüchern als „Brandstatt“ bezeichnet, obwohl es in Teilen trotzdem bewohnt wurde. Ab 1528 wurde das Haus in zwei oder drei zeitlich eng aufeinanderfolgenden Bauphasen wieder aufgebaut. Es kamen ein Kellergeschoß sowie Kreuzgrat- und Tonnengewölbe sowie zahlreiche Rundbogenöffnungen hinzu. Das Gebäude war nun um einen Innenhof angeordnet und hatte ein für die Renaissance charakteristisches Erscheinungsbild.
Aus dieser Phase haben sich ebenfalls Gebäudeteile erhalten u. a. ein vermauertes Fenster sowie ein Fundament unter der nördlichen Hoffassade, ein im Ganzen erhaltenes Gewölbe und Bruchstücke eines Kachelofens von hoher Qualität mit bildlichen Darstellungen.

## 17. bis 19. Jahrhundert
1694 kaufte Maria Anna Gräfin zu Zeyhl das Haus. Damit war das Gebäude nun in adliger Hand. Vermutlich in Folge dieses Verkaufs wurde es umfassend umgebaut. Die heute bestehende barocke Platzfassade, Gebäudehöhe und Dachprofil stammen aus dieser Zeit. Im Erdgeschoß wurden fast alle Räume neu eingewölbt und das Fußbodenniveau erhöht. Das Haus wurde auf zwei hohe Obergeschoße und ein niedrigeres Dachgeschoß aufgestockt.
Im 18. und 19. Jahrhundert wurde das Gebäude wiederum stark umgebaut. Das Treppenhaus wurde erweitert und mit Pilastern gestaltet. Hängekuppeln ersetzten die früheren Kreuzgratgewölbe. Im mutmaßlichen Küchentrakt wurden einige Fenster vermauert, was die Räume dunkel und unattraktiv machte. Der südliche Innenhof wurde überbaut, wodurch ein Durchgangsbereich vom West- in den Osttrakt des Hauses geschaffen wurde. Um 1860 wurde das Haus an den städtischen Abwasserkanal angeschlossen.
1862 erwarb Anna Mandeles das Haus, womit es seit 1421 erstmals wieder dauerhaft in jüdischen Besitz kam. Die neue Hauseigentümerin ließ die Räume im Erdgeschoß nach und nach in Magazine und Geschäftsräume umbauen. Bisher offene Bereiche wurden geschlossen und höchstwahrscheinlich vermietet.

## 20. Jahrhundert bis heute

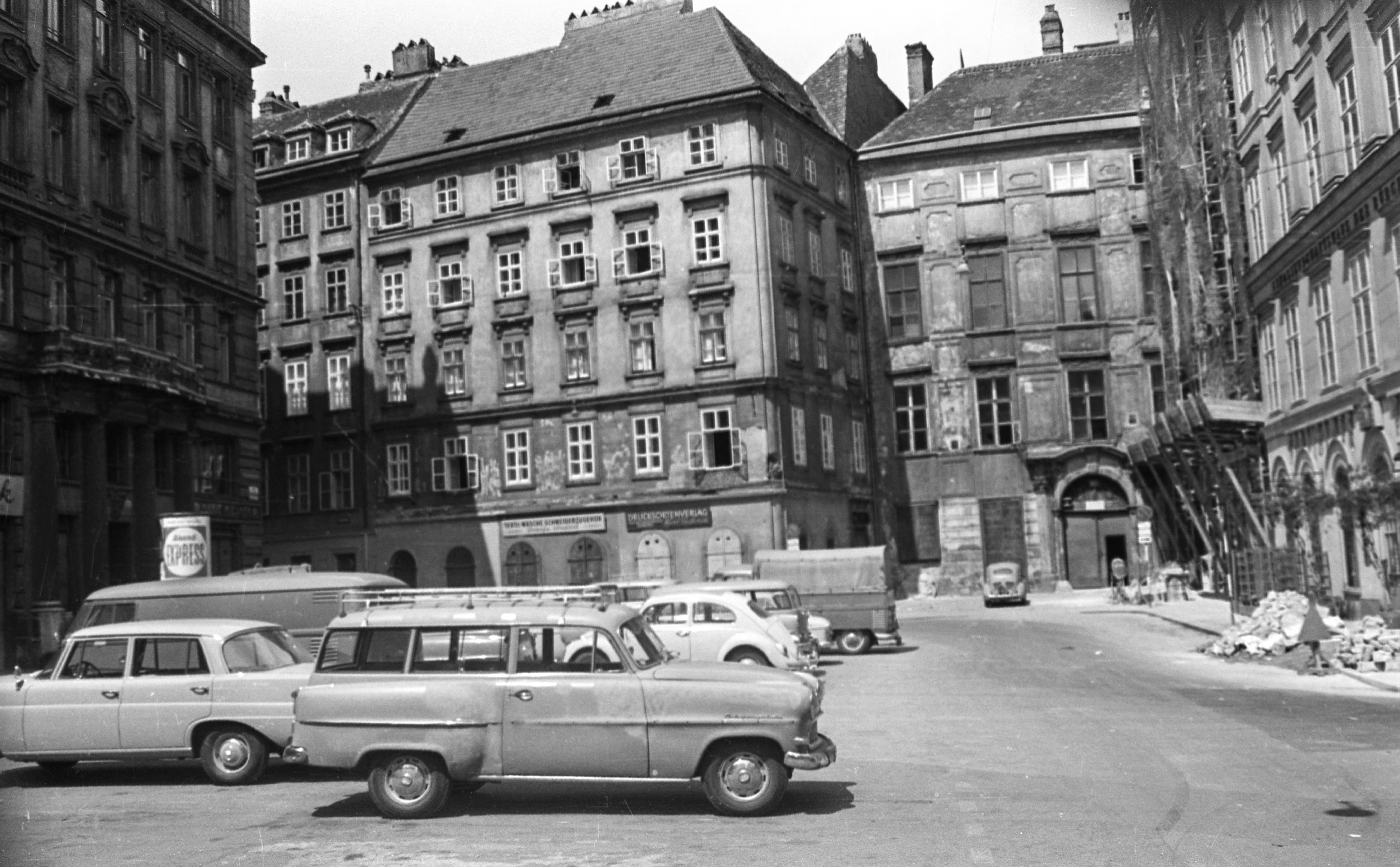
Judenplatz mit Misrachi-Haus (zurückgesetztes Haus rechts von der Bildmitte) 1967

1907 ging das Haus in den Besitz der Mandeles’schen Familienstiftung über. Im Zuge dieser Nutzungsänderung wurde das Restaurant „Neues Leben“ im Erdgeschoß eingerichtet und ein Lastenaufzug vom Erdgeschoß ins Souterrain eingebaut.
1939 wurde der Besitz in eine „Allgemeine Stiftung für jüdische Fürsorge“ überführt, die in den Räumen des Erdgeschoßes eine Armenspeisung betrieb. 1942 wurde das Haus arisiert. Während des Zweiten Weltkriegs wurden Luftschutzeinrichtungen eingebaut. Die Keller und Kelleranlagen wurden mit denen der Nachbarhäuser verbunden und ein langer unterirdischer Gang unter dem Platz und unter Teilen der spätmittelalterlichen Synagoge zum vorgelagerten Keller des Hauses Judenplatz Nr. 10 gebaut.
1950 sprach die Rückstellungskommission beim Landesgericht für Zivilrechtssachen in Wien das Haus der Israelitischen Kultusgemeinde Wien zu. Das Haus wurde innen stark umgebaut und die Räume dabei neu aufgeteilt. Durch Schenkung kam es 1965 in den Besitz der Vereinigung „Thoratreue Zionisten des Misrachi und Hapoel Hamisrachi, Landesverband Österreich“, die im ersten Obergeschoß einen Betraum einrichtete und das Haus für Vereinsaktivitäten nutzte. Seit 1971 wird das Haus am Judenplatz Nr. 8 als Misrachi-Haus bezeichnet.

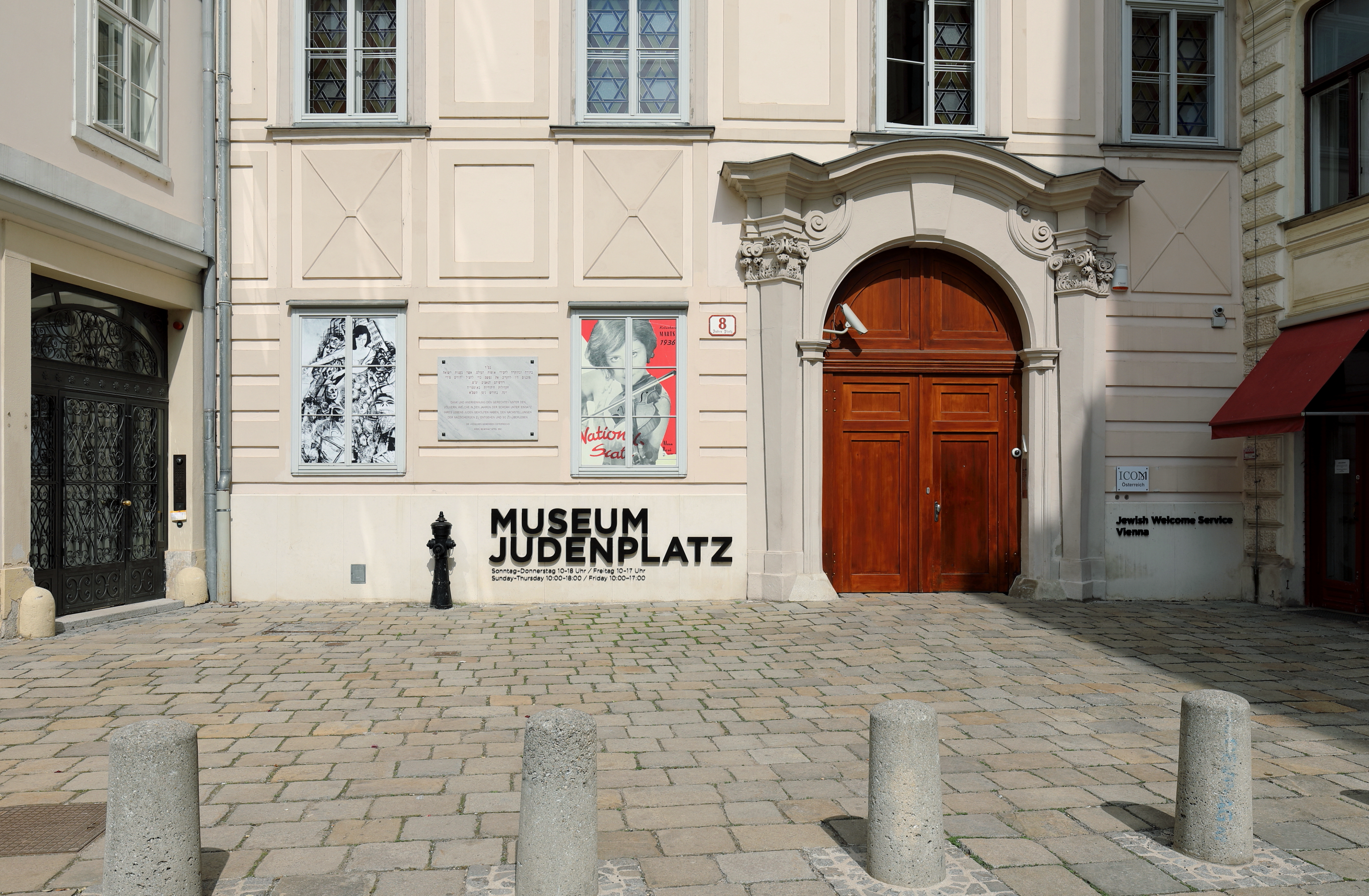
Misrachi-Haus, Eingang des Jüdischen Museums am Judenplatz

Von November 1996 bis Sommer 1999 wurde das Misrachi-Haus bauarchäologisch untersucht. Das Archäologenteam der Stadtarchäologie Wien (Magistrat der Stadt Wien – Geschäftsgruppe Kultur) hatte den Auftrag, das Grundstück zu erforschen und zu dokumentieren, bevor es für die Einrichtung des Jüdischen Museums umgebaut werden sollte. Im Rahmen der Untersuchung wurde das Gebäude detailliert vermessen, fotografiert und zeichnerisch aufgenommen. Holzteile wurden mittels Dendrochronologie datiert. Die gefundene Keramik, Glas und Münzen wurden analysiert. Parallel dazu wurden alle verfügbaren schriftlichen und bildlichen Quellen zusammengestellt und ausgewertet. Die bauhistorische Untersuchung belegte u. a., dass Teile des Gebäudes aus dem 12. Jahrhundert stammen. Vorher wurde von 1682 als Baujahr des Gebäudes ausgegangen.
Das Misrachi-Haus wurde von Architekt Hans-Peter Wildom von 1999 bis 2001 renoviert und saniert, wobei es auf Grund der schlechten Bausubstanz immer wieder zu Verzögerungen und Verteuerungen kam. Die Sanierungskosten beliefen sich schließlich auf 40 Millionen Schilling. Ein erheblicher Teil der historischen Bausubstanz konnte erhalten werden. Hans-Peter Wildom wurde für die Sanierung mit einem Sonderpreis des Wiener Stadterneuerungspreises der Wirtschaftskammer ausgezeichnet.
Im Erd- und Kellergeschoß des Hauses ist nun eine Zweigstelle des Jüdischen Museums untergebracht, die dort eine Ausstellung zum mittelalterlichen Judentum zeigt. Von dort aus sind über einen unterirdischen Verbindungsgang auch die Ausgrabungen der mittelalterlichen Synagoge zugänglich. Im ersten und zweiten Stock befinden sich das Jugendzentrum und die Synagoge der Wiener Misrachi-Gemeinde. Im dritten Stock sind Büro- und Archivräume des Jüdischen Museums untergebracht. Im Dachgeschoß befinden sich Wohnungen.

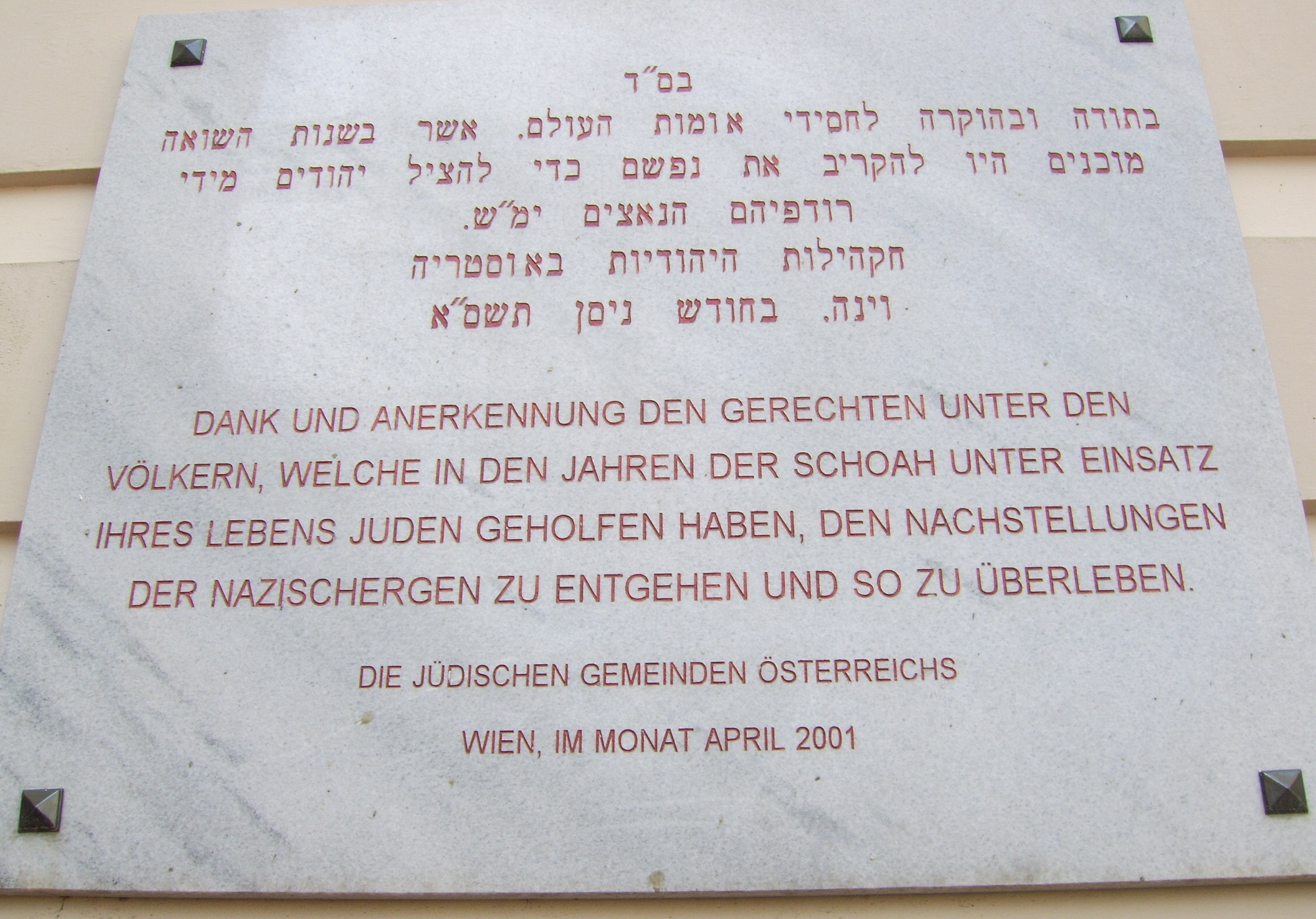
Gedenktafel am Misrachi-Haus

Am 19. April 2001 wurde anlässlich des Holocaust-Gedenktages eine Gedenktafel am Misrachi-Haus enthüllt. Die Gedenktafel zeigt den folgenden Text in deutscher und hebräischer Sprache:
Dank und Anerkennung den Gerechten unter den Völkern, welche in den Jahren der Schoah unter Einsatz ihres Lebens Juden geholfen haben, den Nachstellungen der Nazischergen zu entgehen und so zu überleben.
Die Jüdischen Gemeinden Österreichs
Wien, im Monat April 2001
Die freigelegten Überreste der mittelalterlichen Synagoge, das Holocaust-Mahnmal und das Misrachi-Haus bilden heute eine „Einheit des Gedenkens“ an zentraler Stelle in der Wiener Innenstadt.